# Central nuclear de la Bahía de Jervis
La Central nuclear de la Bahía de Jervis ( en inglés: Jervis Bay Nuclear Power Plant) Fue un proyecto para un reactor nuclear en el Territorio de la Bahía de Jervis (Jervis Bay), en la costa sur de Nueva Gales del Sur, Australia. De haberse construido hubiese sido la primera planta de energía nuclear de Australia, y fue la única propuesta que ha recibido una seria consideración hasta 2013. Algunos estudios ambientales y obras en el sitio se completaron, y dos rondas de licitaciones fueron convocadas y evaluadas, pero el gobierno australiano decidió no proceder con el proyecto.
En 1969 el gobierno australiano propuso al gobierno de Nueva Gales del Sur que una central nuclear de 500 MWe se debía construir en el territorio de la Commonwealth y se conectaría a la red de Nueva Gales del Sur, pero finalmente en 1971 el proyecto fue rechazado.